# 1er Régiment canadien
Le 1er Regiment canadien est un régiment extra-continental qui a été levé par James Livingston, pour supporter l'effort des Coloniaux de l'Invasion du Canada, durant la guerre d'indépendance des États-Unis. Livingston commence à recruter des hommes à Chambly à partir de septembre 1775, mais ce n'est qu'au 20 novembre 1775, que le régiment a été créé par Richard Montgomery. Le régiment, qui n'a jamais atteint les mille hommes qu'il était permis de recruter, a été principalement actif dans la province de Québec et New York. Il est dissous le 1er janvier 1781.

## Formation
En septembre 1775, les forces coloniales sous le commandement du Philip Schuyler et Richard Montgomery ont traversé dans la Province de Québec dans le but de sortir les forces militaires britanniques de Montréal et de Québec. Guy Carleton, le gouverneur britannique et un commandant militaire, avait fortifié le Fort Saint-Jean comme la principale défense de Montréal. Les troupes coloniales, se préparent à assiéger le fort, ont demandé le soutien local.
James Livingston, un marchand de grains vivant près de Chambly, à 10 km de Saint-Jean, a enrôlé une milice locale, qui, en octobre, a aidé au siège et la capture du Fort Chambly et la capture de fournitures destinées au déplacement des assiégés sur la rivière Richelieu.
Après la chute de Montréal, Livingston a été autorisée par Montgomery le 20 novembre, 1775 à lever un régiment pour aider à l'assaut à venir sur la ville de Québec. En huit jours, il a inscrit environ 200 hommes.
Le régiment en premier consistait en un mélange de Canadiens, d'Acadiens et de colons américains qui s'étaient installés au Québec, après que les Britanniques ont pris le contrôle du territoire de la province française du Canada.
Deux des frères de Livingston servit dans le régiment. Richard Livingston était un lieutenant-colonel, et Abraham servit comme capitaine.